# Tillay-le-Péneux
Tillay-le-Péneux ist eine französische Gemeinde mit 313 Einwohnern (Stand: 1. Januar 2022) im Département Eure-et-Loir in der Region Centre-Val de Loire; sie gehört zum Arrondissement Châteaudun und ist Mitglied im Gemeindeverband Communauté de communes Cœur de Beauce. Die Einwohner werden Tiglétins und Tiglétines genannt.

## Geographie
Tillay-le-Péneux liegt etwa 30 Kilometer nordnordwestlich von Orléans. Umgeben wird Tillay-le-Péneux von Nachbargemeinden Éole-en-Beauce im Nordwesten und Norden, Allaines-Mervilliers im Nordosten, Bazoches-les-Hautes im Osten, Bauigneaux im Südosten, Lumeau im Südosten und Süden sowie Loigny-la-Bataille im Süden und Westen.

## Bevölkerungsentwicklung
| Jahr                       | 1962 | 1968 | 1975 | 1982 | 1990 | 1999 | 2006 | 2013 | 2020 |
| Einwohner                  | 465  | 447  | 314  | 241  | 220  | 293  | 342  | 333  | 307  |
| Quellen: Cassini und INSEE |      |      |      |      |      |      |      |      |      |

## Sehenswürdigkeiten
- Kirche Saint-Aignan
- Dolmen Pierre Godon, seit 1979 Monument historique
- Grabhügel von Ménainville, seit 1980 Monument historique
- Schloss und Park von Villeprévost

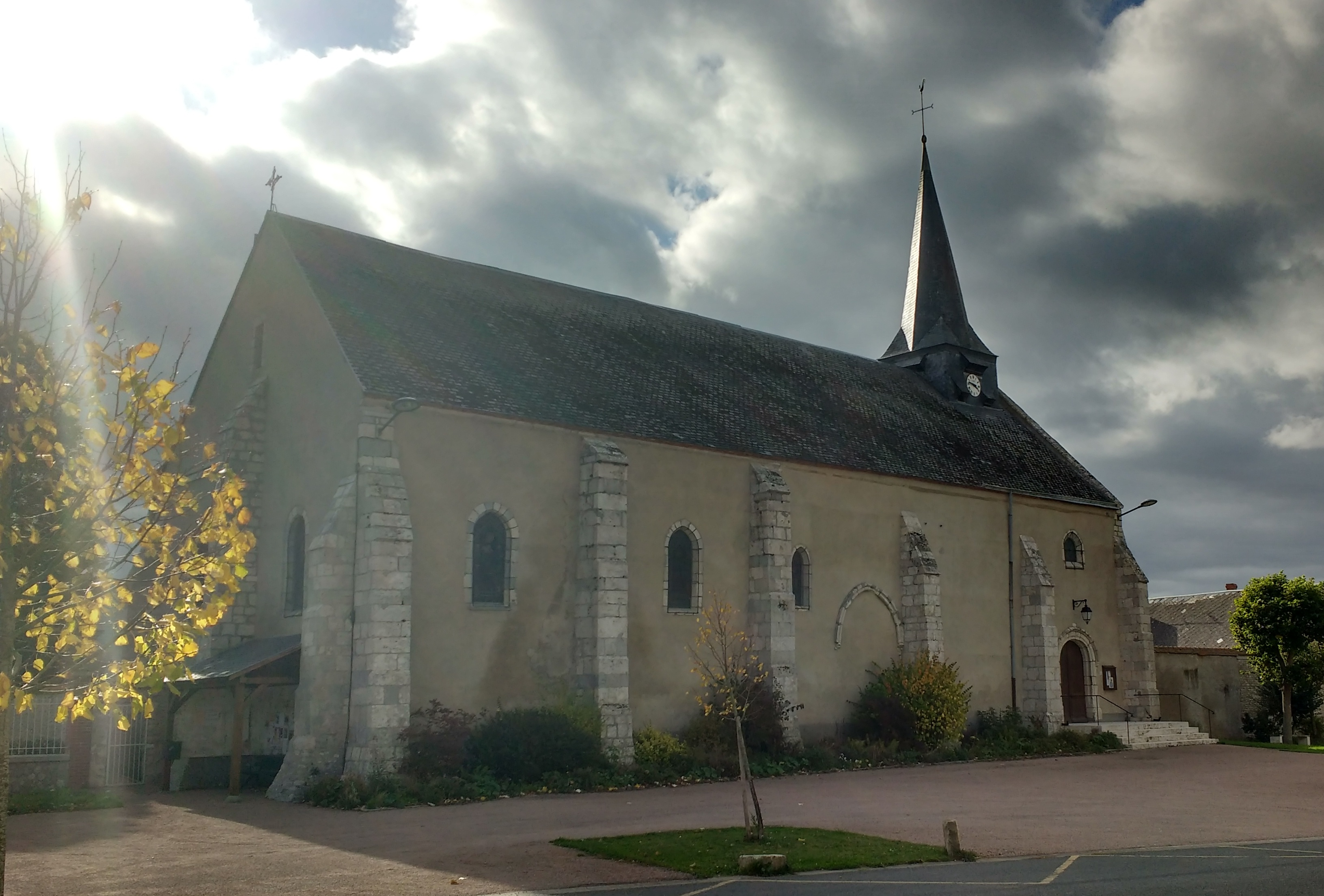
Kirche Saint-Aignan
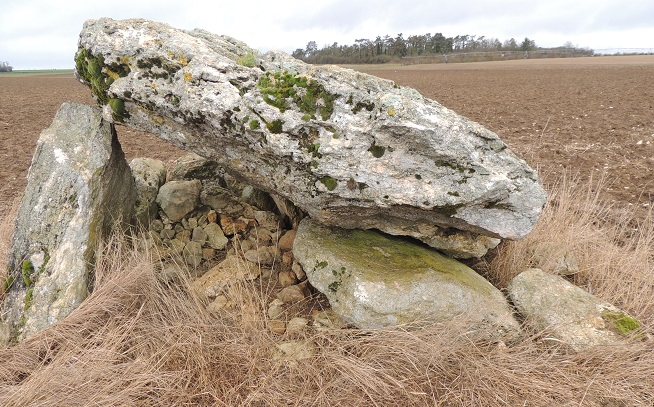
Dolmen La Pierre Godon
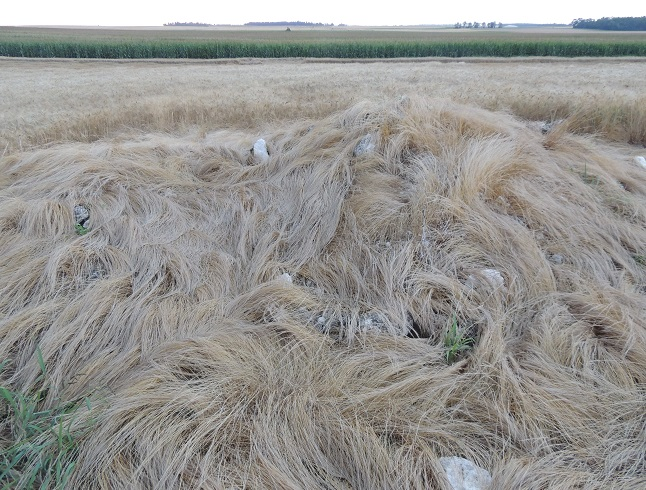
Grabhügel von Ménainville
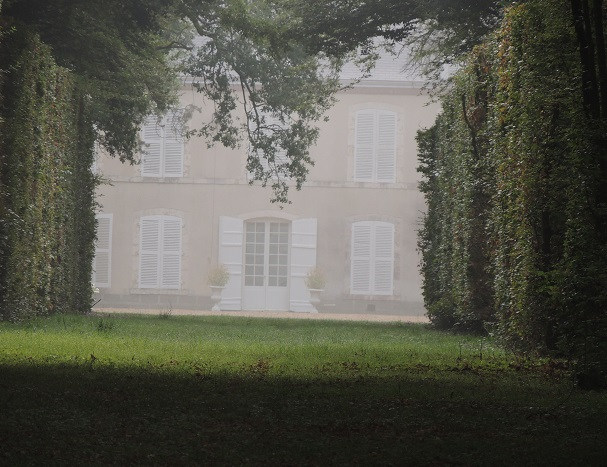
Schloss Villeprévost
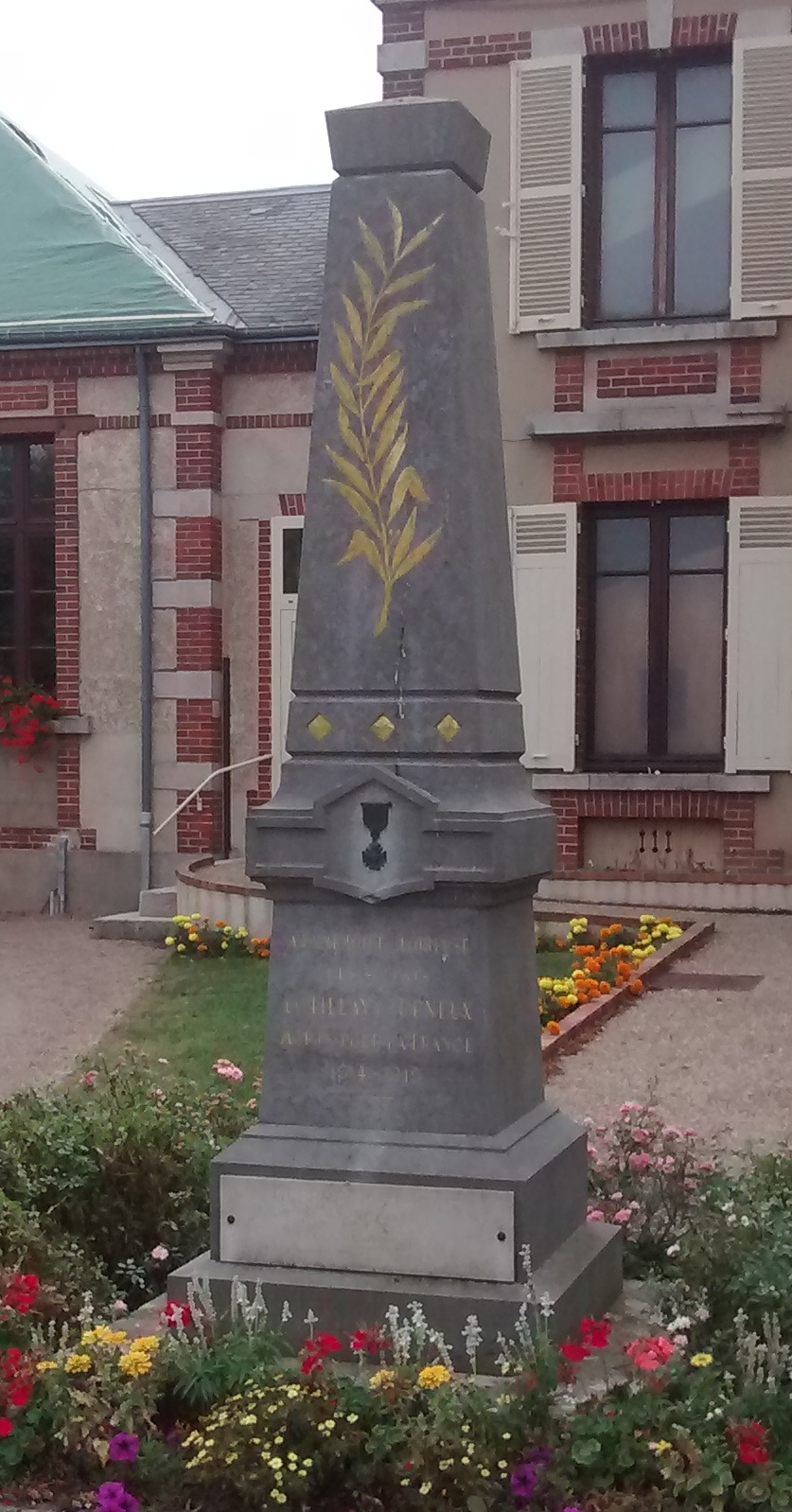
Gefallenendenkmal